# Distretto di Santa María del Valle
Il distretto di Santa María del Valle è un distretto del Perù nella provincia di Huánuco (regione di Huánuco) con 18.373 abitanti al censimento 2007, dei quali 1.237 censiti in territorio urbano e 17.136 in territorio rurale.
È stato istituito al tempo dell'indipendenza del Perù, ed ha come capoluogo il centro abitato di Santa María del Valle.